# Baia di Cam Ranh
Cam Rahn è una baia del Mar Cinese Meridionale situata in Vietnam, nella provincia di Khanh Hoa tra le città di Phan Rang e Nha Trang, circa 290 chilometri a nord-ovest di Ho Chi Minh.

## Uso militare della baia
La baia venne inizialmente utilizzata come base di sosta per le navi della marina imperiale russa sotto Zinovij Petrovič Rožestvenskij fino alla battaglia di Tsushima del 1905. Successivamente venne utilizzata dalla marina giapponese in preparazione dell'invasione della Malesia nel 1942; la base venne tuttavia bombardata dalle forze aeree statunitensi. 
Furono proprio gli statunitensi a usare questa base, installandovi durante la guerra del Vietnam un impianto portuale e un aeroporto. Fu la zona dove tutti i militari statunitensi vennero fatti sbarcare. Con la conquista delle forze nordvietnamite di Saigon, la baia è stata tramutata in una base della marina sovietica, attiva dal 1979 al 1991.